# Nepticuloidea
Clade
Super-famille
Les Nepticuloidea sont une super-famille d'insectes de l'ordre des lépidoptères (papillons). 
Seule super-famille du clade Nepticulina de l'infra-ordre des Heteroneura, elle regroupe les deux familles suivantes :
- Nepticulidae Stainton, 1854
- Opostegidae Meyrick, 1893